# Sűrű-hegyi Ördög-lik
A Sűrű-hegyi Ördög-lik Magyarország megkülönböztetetten védett barlangjai között van. A Balaton-felvidéki Nemzeti Park területén található. A Bújó-lik feltárásáig a Bakony hegység leghosszabb barlangja volt. Régészeti és őslénytani leletek kerültek elő belőle.

## Leírása
Dudar szélén, az Ördög-gáttól, a Gizella-átjárótól északra, kb. 50 m-re, az Ördög-árok középső részén, a patak medre felett 35 m magasságban van a bejárata. A völgyoldal felső részén nyílik, közvetlen a perem letörésében. Az 5 m széles és 3,5 m magas bejárata sziklafalban van. Eocén mészkőben, triász fődolomit határán alakult ki az elágazó, kétszintes barlang. Tektonikus repedések mentén jött létre a vízszintesen áramló karsztvíz oldó hatásának következtében. Több helyen, hasadékkitöltésként és üregkitöltésént is található benne őskarsztos üledék. Felső szintjén sok gömbfülke és nummulites figyelhető meg.
Késő rézkori, bronzkori, kora vaskori, római kori és Árpád-kori leletek kerültek elő kitöltéséből. Bejárati részén rácsos ajtóval le van zárva. Barlangjáró alapfelszereléssel, könnyű mászással bejárható. Villanylámpával és engedéllyel látogatható. 14 denevérfaj jelenlétét észlelték benne, amelyek közül három fokozottan védett denevérfaj volt. Megkülönböztetetten védett barlang befoglaló kőzete, sok gömbüstje, régészeti jelentősége és a denevérek védelme végett.
Előfordul a barlang az irodalmában 2. sz. barlang (Bertalan 1963), VIII. barlang (Kordos 1984), barlang a dudari határban (Bertalan 1963, Bertalan ezt is a barlang elnevezésének tartja), barlang a Nádasdy-féle erdőben (Bertalan 1963, Bertalan ezt is a barlang elnevezésének tartja), Dudari Ördög-lik (Eszterhás 1984), Dudari Ördöglik (Bertalan 1976), dudari Ördöglik (Bertalan 1963), dudari Ördöglikbarlang (Bertalan 1963), Dudari Sűrűhegy „Éva” barlangja  (Bertalan 1963), Dudari Sűrűhegy Éva-barlangja (Bertalan 1963), Éva-barlang (Bertalan 1938) – Ezt a nevet Vasbányai Antal adta a barlangnak, akinek a kislánya féléves volt, amikor a barlangot Vasbányai Antal felmérte. A nevet sokáig használták is a helyiek, mert 1934. június 16. és július 21. között azt valaki a bejárat fölé festette zöld olajfestékkel. –, Éva barlang (Bertalan, Szokolszky 1935), Kopasz-hegyi-barlang (Eszterhás 1984), Kő-hegyi-barlang (Eszterhás 1984), Kőhegyi barlang (Bertalan 1963), Magoshegyi-barlang (Jakucs, Kessler 1962, Bertalan 1963 szerint a barlang téves neve), Magoshegyi barlang (Dornyay 1927, Bertalan 1963 szerint a barlang téves neve), Nádasdy-féle erdő barlangja (Eszterhás 1984), Nagy-barlang (Eszterhás 1984), Nagybarlang (Roska 1954), Ö-15 (Veress 1978), Ö-15. (Eszterhás 1984), Ördögárki VIII. sz. barlang (Bertalan 1976), Ördög-árki 15 sz. barlang (Eszterhás 1984), Ördög-árok VIII. sz. barlangja (Eszterhás 1984), Ördög-árok 15. sz. barlang (Kordos 1984), Ördögároki barlang (Bertalan 1963), Ördög-gáti-barlang (Eszterhás 1984), Ördöggáti-zsomboly (Bertalan 1963), Ördög-lik (Eszterhás 1984), Ördöglik (Bertalan, Szokolszky 1935), Ördög-lyuk (Bertalan, Schőnviszky 1973–1974), Ördöglyuk (Bertalan 1963), Sürühegy 2. sz. barlangja (Bertalan 1976), Sürü-hegyi 2-es sz. barlang (Eszterhás 1984), Sürü-hegyi-barlang (Bertalan, Schőnviszky 1973–1974), Sürühegyi barlang (Kadić 1952), Sürü-hegyi Ördög-lyuk (Eszterhás 1984), Sürühegyi Ördöglyuk (Balázs 1964), Sürü-hegyi-zsomboly (Eszterhás 1984), Sűrűhegy 2. sz. barlangja (Bertalan, Szokolszky 1935), Sűrűhegyi 2. sz. barlang (Kordos 1984), Sűrűhegyi-barlang (Jakucs, Kessler 1962), Sűrűhegyi barlang (Dornyay 1955), Sűrűhegyi Ördöglik (Bertalan 1938), Sűrűhegyi-ördöglik (Székely 1986) és Sűrűhegyi-zsomboly (Bertalan 1963) neveken is.

## Kutatástörténet
A Rómer Flóris által írt, 1860-ban megjelent, A Bakony című könyvben olvasható a barlang első nyomtatott leírása. A leírás szerint koponyákat, arany hajtűket és késeket találtak a barlangban. Rómer Flóris nem járt a barlangban, csak hallott róla. Pesty Frigyes kéziratában az van írva, hogy a tatárjárás idején a környéken élők ide menekültek. 1911. szeptember 15-én Laczkó Dezső Szőnyi István (dudari tanító) társaságában eredménytelen próbaásatást végzett, a kultúrréteget viszont elérte a bejárati részben. Elkészítette a barlang vázlatos felmérését, de csak a felső szakasz egy részéről (53 m hosszúságig).
Az 1927-ben kiadott, Dornyay Béla által írt, Bakony című útikalauzban az van írva, ha az érdeklődő a dudari református templomtól É-ra felkapaszkodik a Magos-hegy (382 m) messzire ellátszó, 1 km hosszú, meredek, rétegzett, nummuliteszes mészkőfalához, akkor megtalálhatja egy nagy barlang, a Magoshegyi barlang bejáratát. A barlangbejárat a 382 m tszf. magasságban húzódó szintvonal K-i szélén, kb. 25 m relatív magasságban helyezkedik el. A Magoshegyi barlang bejárata 3 m széles és legnagyobb magassága kb. 1 m.  A bejárat után 17 m-re két ágra válik a barlang. Az egyik ág 12 m hosszú, a másik ág pedig egy kisebb mellékággal együtt 28 m hosszú. Mindkét ág végén, valamint ott is, ahol egymástól szétválnak 3, sőt 4 m magas és ugyanolyan széles üregek fekszenek, melyeknek vízrágta falain némi cseppkőbekérgezés van. A barlang alját összemosott mészkőmurva borítja, mely több mint 50 cm vastag. A barlangban minden bizonnyal már az ősember is tanyázott, mert Hőbe Károly (református lelkész) szerint 1860 előtt koponyákra, sőt arany (valószínűleg bronz) hajtűkre és késekre is rábukkantak az üregben. A nép természetesen betyárbarlangnak gondolja ezt a feltárásra érdemes barlangot is.
Vasbányai Antal 1934. április 1-jén elkészítette a barlang első teljes térképét, amely 1:200 méretarányban mutatja be a barlangot. Vasbányai Antal említette meg először a barlang alsó szintjét. Ekkor hossza 120 m, mélysége pedig 18 m volt. Sikeres ásatást folytatott az üregrendszerben, amelynek során sok, különböző korból származó cseréptöredék és egyéb eszköz került elő. A legidősebb leleteket 3000 évesnek határozták meg. Vasbányai Antal Oláh József társaságában kutatta a barlangot. Kéziratban maradt munkájában meg van említve, hogy denevérek és guanó van a barlangban. A barlangot a Solymári-ördöglyukhoz hasonlónak írta le. Bertalan Károlynak is elküldte a leleteket meghatároztatásra, aki közülük néhányat lefényképezett. A leleteket Rhé Gyula vizsgálta és állapította meg korukat. 1934-ben Tomor-Thirring János geológiai szempontból írta le a barlangot. Tanulmányának földtani térképmelléklete szemlélteti a barlang földrajzi elhelyezkedését.
Az 1937-ben megjelent, Szeghalmy Gyula által írt könyvben szó van arról, hogy a Dunántúl eddig átkutatott barlangjaiból, pl. a dudari barlangból rengeteg madárcsont kíséretében jégkorszaki nagyragadozó kövületek kerültek elő. Ahogy általában a barlangok, úgy a dunántúli barlangok is rejtekhelyei voltak a legrégibb időktől kezdve az egymást váltó korszakok állatainak és embercsaládainak. A Barát út folytatását képező, gyönyörű erdővel fedett Mária-völgyön keresztül lehet feljutni az Ördöglyuk nevű barlanghoz. Kútszerűen mélyül a kétbejáratú barlang a jura mészkőbe. A kövületekben gazdag kőzetrétegbe a barlang fenekéből jobbra-balra, keskeny, repedésszerű járatok haladnak. Nem nehéz a jobb oldali járatot megnézni, de a bal oldali járat 18–20 m mély aknájába csak kötélen lehet leereszekdni. Nedvesek a barlang falai és néhány helyen kis cseppkövek vannak rajtuk. Sáros talaja süpped a vastagon összegyűlt denevérguanó miatt. Levegője nyirkos, hideg. Csak meleg váltóruhában ajánlott bejárni. Ha tudományosan fel lenne tárva a dudari barlang, akkor valószínűleg előkerülnének belőle a moustéri, solutréi és magdaléni kultúrájú ember nyomai is.
1941-ben Mottl Mária járt a barlangban és megállapította, hogy ásatásra alkalmas. 1943-ban a bejárati szakasz végén Vértes László végzett ásatást és hallstatti edénytöredékeket és neolitra utaló darabokat talált. 1950-ben Roska Márton bejáratánál 6,7 m mély kutatóaknát ásott és innen sok 1–14. századi lelet került elő, köztük I. Valentinianus római császár három kis bronzérme, III. Béla magyar király egyik brakteátája és a középső kőkorszak elejéről származó jelképes koponya temetkezési nyomok is. Az ásatás őslénytani leleteit Varrók Sarolta határozta meg és egy fosszilis sün, valamint egy medve, amely lehet, hogy barlangi medve maradványa a pleisztocén üledékek meglétére utalnak.
Az 1955-ben megjelent Bakony útikalauzban többször meg van említve, részletesen le van írva a barlang. A könyvben lévő térkép szemlélteti a barlang földrajzi elhelyezkedését. 1959-ben Markó László által vezetve új rész tárult fel a barlangban. A Kinizsi T. E. Barlangkutató Szakosztályának tagjai 1962. április 22–23-án átvizsgálták az Északi-Bakony barlangjait, és ennek során a Sűrű-hegyi Ördög-lik adatait is rögzítették. Az FTC Barlangkutató Szakosztály tagjai, akiket Horváth János és Solymossy Imre vezettek, 1963. április 14-én mérték fel a barlangot. 1963 áprilisában, a felmérés adatainak felhasználásával elkészült a barlang alaprajz térképe, hosszmetszet térképe és keresztmetszet térképei. A térképeket Horváth János és Solymossy Imre rajzolták.
Balázs Dénes 1963. április 14–15-én járt a barlangban, majd 1963. április 20-án elkészítette a barlangot bemutató szpeleográfiai terepjelentést. A jelentésében az szerepel, hogy a barlang főágának hossza 126 m, mellékágainak hossza pedig 42 m. A barlang 168 m hosszú, 44 m vízszintes kiterjedésű, függőleges kiterjedése 20,2 m, 8,5 m magas és 11,7 m mély. Alapterülete 247 m², térfogata pedig 358 m³. 1964-ben történt a barlang harmadik felmérése, melyet az FTC Barlangkutató Csoportjának tagjai végeztek. Horváth János a felmérés adatainak felhasználásával megrajzolta a barlang alaprajz térképét. Az 1975. évi MKBT Beszámolóban meg van említve, hogy 1975-ben a Bakonybéli-Ördög-lyuk kitöltéséből csontanyag lett gyűjtve, amelyet Szuhárszky T. átadott a Magyar Karszt- és Barlangkutató Társulat Őslénytani Szakbizottságának.
A Cholnoky Jenő Karszt- és Barlangkutató Csoport 1976-ban végzett tudományos megfigyeléseket az Ördög-árokban, és ekkor a Sűrű-hegyi Ördög-likat is vizsgálta. Az 1976-ban befejezett, Bertalan Károly által írt Magyarország barlangleltára kéziratban az olvasható, hogy az Ördögárki VIII. sz. barlang további nevei Dudari Ördöglik, Sürühegy 2. sz. barlangja, Éva-barlang, Kőhegyi barlang és a Bakony ÉK-i részén, Dudaron helyezkedik el. Dudartól ÉNy-ra 3,3 km-re, a Sűrű-hegy csúcsától ÉÉK-re 900 m-re, az Ördög-gát felett, a K-i peremen, 369 m tszf. magasságban található. A kétszintes barlang nummuliteszes mészkőben keletkezett és az É-i Bakony leghosszabb barlangja. 168 m hosszú és 20,2 m mély. A kézirat barlangra vonatkozó része 7 irodalmi mű alapján lett írva.
1976-ban vált országos jelentőségű barlanggá a 4400-as (Bakony) barlangkataszteri területen lévő, dudari Sürühegyi Ördög-lik. A Bertalan Károly és Schőnviszky László által összeállított, 1976-ban megjelent Magyar barlangtani bibliográfia barlangnévmutatójában meg van említve a Bakonyban lévő, dudari barlang Sürü-hegyi-barlang néven Ördög-lyuk névváltozattal. A barlangnévmutatóban fel van sorolva 5 irodalmi mű, amelyek foglalkoznak a barlanggal. A Cholnoky Jenő Barlangkutató Csoport 1978-ban lezárta rácsajtóval a barlangot. Mivel nagy a barlangbejárat, ezért a barlangon belül, a bejárattól kb. 10 m-re lett elhelyezve az ajtó. A lezárás melletti kerülőutat betonfallal átjárhatatlanná tették a csoport tagjai.
Az 1984-ben megjelent, Lista a Bakony barlangjairól című felsorolás szerint a Keleti-Bakonyban, a 4423-as barlangkataszteri tájegységben, Dudaron helyezkedik el a Dudari Ördög-lik, amelynek további nevei Nádasdy-féle erdő barlangja, Sürü-hegyi-barlang, Sürü-hegyi Ördög-lyuk, Éva-barlang, Nagy-barlang, Kopasz-hegyi-barlang, Kő-hegyi-barlang, Ördög-lik, Sürü-hegyi-zsomboly, Ördög-árok VIII. sz. barlangja, Ördög-gáti-barlang, Sürü-hegyi 2-es sz. barlang, Ö-15. és Ördög-árki 15 sz. barlang. A karsztos barlang 168 m hosszú és 20 m mély. Az 1984-ben kiadott, Magyarország barlangjai című könyv országos barlanglistájában szerepel a barlang Ördög-árok 15. sz. barlang néven VIII. barlang és Sűrűhegyi 2. sz. barlang névváltozatokkal. A listához kapcsolódóan látható az Északi-Bakony barlangjainak földrajzi elhelyezkedését bemutató 1:500 000-es méretarányú térképen a barlang földrajzi elhelyezkedése. Az 1986. évi Karszt és Barlangban megjelent bibliográfia regionális bibliográfia részében szerepel a barlang Sűrűhegyi-ördöglik néven. Az összeállítás szerint a Karszt és Barlangban publikált írások közül 3 foglalkozik a barlanggal.
1992. szeptember 1-jén elkészült a Sűrű-hegyi Ördöglyuk (Bakony hegység) alaprajz térképe és vetített hosszmetszet térképe. A térképeket, melyek 1:100 méretarányban mutatják be a barlangot, Szabó Zoltán szerkesztette. A térképek elkészítéséhez a barlangot Szabó Zoltán és Kiss Dolly 1992. augusztus 24–25-én mérték fel. Az alaprajz térkép használatához, a két térképet tartalmazó térképlapon jelölve van az É-i irány. A barlang hossza a térképek szerint 147,35 m, mélysége 13,24 m, magassága 7,65 m, függőleges kiterjedése pedig 20,89 m. A térképeken lévő második mélységadat a barlang függőleges kiterjedését jelenti. A barlang mélységét és magasságát pontatlanul adták össze, mert a térképek szerint 20,29 m a barlang függőleges kiterjedése.
A barlang legújabb térképe 2006-ban készült el, amelyet a Bakonyi Barlangkutató Egyesületek Szövetsége készített. A felmérést Schäfer István vezette. Ekkor a barlang hosszát 150,2 m-nek, mélységét 11,72 m-nek és függőleges kiterjedését 18,73 m-nek mérte a szövetség. A Balatoni Nemzeti Park Igazgatóság működési területén, a Bakony hegységben elhelyezkedő és 4423/74 nyilvántartási számú Sűrű-hegyi Ördög-lik, 2006. február 28-tól, a környezetvédelmi és vízügyi miniszter 8/2006. KvVM utasítása szerint, megkülönböztetett védelmet igénylő barlang. A Balaton-felvidéki Nemzeti Park Igazgatóság működési területén lévő és 4423-74 kataszteri számú Sűrű-hegyi Ördög-lik, 2012. február 25-től, a vidékfejlesztési miniszter 4/2012. (II. 24.) VM utasítása szerint, megkülönböztetetten védett barlang. 2013. augusztus 12-től a belügyminiszter 43/2013. (VIII. 9.) BM rendelete szerint a Veszprém megyei, dudari, 4423-74 barlangkataszteri számú és 7846 lelőhely-azonosítójú Sűrű-hegyi Ördög-lik régészeti szempontból jelentős barlangnak minősül.

## További irodalom
- Bertalan Károly: Beszámoló a M.T.E. Bakonyi Osztálya Barlangkutató Csoportjának 1936. évi működéséről. Kézirat, Veszprém, 1936.
- Bertalan Károly: Bauxitkutatás Fenyőfő, Csesznek, és Dudar környékén. A Magyar Állami Földtani Intézet Évkönyve, 1957. (46. köt.) 3. füz. 457. old. és a III. számú melléklet
- Darnay Béla – Lipták Gábor: Csesznek és Zirc. Balatonfüred, 1957. 116–117. old.
- Gergely Ferenc: Geomorfológiai megfigyelések az Északi-Bakony területén. (Bölcsészetdoktori értekezés.) Budapest, 1938. 43–46. old.
- Kotsis Tivadar: Dudar környékének barlangjai. Ifjúság és Élet, 1943. november 15. (19. évf. 6. sz.) 66–67. old.
- KRÓNIKÁS: Táborozás hegyen-völgyön. Természetjárás, 1959. (5. évf.) aug. (8. sz.) 9. old.
- Laczkó Dezső: A Veszprémvármegyei Múzeum évi jelentése. Veszprém, 1911.
- Pesty Frigyes: Magyarország helynevei. 1864. Kézirat az Országos Széchényi Könyvtárban.
- Révész Tamás: Adatok az Északi-Bakony karsztosodásának ismeretéhez. (Kézirat, bölcsészetdoktori értekezés.) Budapest, 1947. 77–78. old.
- Rómer Flóris: A Bakony. Természetrajzi és régészeti vázlat. Győr, 1860. 123. old.
- Tomor-Thirring János: A Bakony dudar-oszlopi „Sűrü” hegycsoportjának földtani és őslénytani viszonyai. A Földtani Szemle melléklete. 1934. 3., 27–28. old.
- Tomor-Thirring János: Stratigraphie und Tektonik des Eozäns im nördlichen Bakony-Gebirge – Az Északi Bakony eocén képződményeinek sztratigráfiája és tektonikája. Megfigyelések a Sűrű-hegycsoportban. Földtani Közlöny, 1935. (65. köt.) 1–3. füz. 2., 15. old.
- Varrók Sarolta: Az 1950–1953. évi bakonyi barlangi ásatások őslénytani eredményei. A Magyar Állami Földtani Intézet Évi Jelentése az 1953. évről. II. rész. 1955. 499. old.
- Vasbányai Antal: A Dudari Sűrűhegy Éva Barlangja. Hely és évszám nélkül. (1935?) Kézirat.
- Zákonyi Ferenc: Bakonyi szép tájak. II. Gézaháza-puszta, Ördögárok. Idegenforgalmi Tájékoztató, 1951. máj. 1. (9. sz.) 9. old.